# Bel Air North
Bel Air North – jednostka osadnicza w Stanach Zjednoczonych, w stanie Maryland, w hrabstwie Harford.